# Komorze (województwo zachodniopomorskie)
Komorze – wieś w Polsce położona w województwie zachodniopomorskim, w powiecie szczecineckim, w gminie Borne Sulinowo. 
Miejscowość turystyczna położona w Drawskim Parku Krajobrazowym, nad malowniczym jeziorem Komorze. Dobrze rozbudowana baza turystyczna, dwie stadniny koni, wypożyczalnia sprzętu wodnego. Komorze charakteryzuje się terenami równinnymi, z falą morenową po lewej stronie osady. Na terenie wioski znajduje się wiele atrakcji turystycznych np. boisko do siatkówki, wypożyczanie kajaków, jazdy konne. Późną jesienią w wiosce organizowany jest ,,Hubertus" - rajd konny. Tutejsze lasy są obfite w grzyby i owoce runa leśnego.